# کلاه‌پارچه‌ای فرشته
کلاه‌پارچه‌ای فرشته (نام علمی: Mycena arcangeliana) نام یک گونه از سرده کلاه‌پارچه‌ای‌ها است.